# Wojna Variana
Wojna Variana – amerykańsko-brytyjsko-kanadyjski film wojenny z 2001 roku oparty na faktach. Opowiada on o Varianie Fry'u, który podczas wojny pomógł uciec żydowskim artystom i intelektualistom z Paryża.

## Główne role
- William Hurt – Varian Fry
- Julia Ormond – Miriam Davenport
- Matt Craven – Beamish
- Maury Chaykin – Marcello
- Alan Arkin – Freier
- Lynn Redgrave – Alma Werfel-Mahler
- Rémy Girard – Pułkownik Joubert
- Christopher Heyerdahl – Marius Franken
- Gloria Carlin – Bella Chagall
- Joel Miller – Marc Chagall